# Soldatamazon
Soldatamazon (Amazona mercenarius) är en fågel i familjen västpapegojor inom ordningen papegojfåglar.

## Utseende och läte
Soldatamazonen är en rätt stor papegoja med kort stjärt. Fjäderdräkten är nästan helt grön med små röda vingfläckar synliga i flykten, liksom små röda fläckar i stjärten. Lätena består av olika skrin och skall.

## Utbredning och systematik
Soldatamazon delas in i två underarter med följande utbredning:
- Amazona mercenarius mercenarius – förekommer i Anderna från norra Peru till norra Bolivia, med en rapport från Argentina
- Amazona mercenarius canipalliata – förekommer i Anderna i Colombia, nordvästra Venezuela och Ecuador

## Levnadssätt
Soldatamazonen hittas i bergstrakter på mellan 1100 och 3400 meters höjd, den enda amazonen så högt upp i Anderna. Den hittas i par eller småflockar, vanligen flygande över intakta bergsskogar. I Colombia häckar den mellan mars och maj. Vare sig bo eller ägg finns beskrivna, men ruvningstid har uppskattats till 25–26 dagar.

## Status och hot
Arten har ett stort utbredningsområde, men tros minska i antal, dock inte tillräckligt kraftigt för att den ska betraktas som hotad. Internationella naturvårdsunionen IUCN listar arten som livskraftig (LC).

## Namn
Släktesnamnet Amazona, och därmed det svenska gruppnamnet, kommer av att Georges-Louis Leclerc de Buffon kallade olika sorters papegojor från tropiska Amerika Amazone, helt enkelt för att de kom från området kring Amazonfloden. Ursprunget till flodens namn i sin tur är omtvistat. Den mest etablerade förklaringen kommer från när kvinnliga krigare attackerade en expedition på 1500-talet i området ledd av Francisco de Orellana. Han associerade då till amasoner, i grekisk mytologi en stam av iranska kvinnokrigare i Sarmatien i Skytien. Andra menar dock att namnet kommer från ett lokalt ord, amassona, som betyder "förstörare av båtar".